# Kleine Hinggan
De Kleine Hinggan (Russisch: Малый Хинган; Chinees: 小兴安岭) is een bergketen gelegen in de provincie Heilongjiang in het noordoosten van China en de oblast Amoer en de Joodse Autonome Oblast in het Russische Verre Oosten. Het Chinese deel van de bergketen scheidt de rivier Amoer van de Nen Jiang, heeft een lengte van ongeveer 500 km en ligt in de richting noordnoordwest - zuidzuidoost. Hiervanuit reiken enkele uitlopers tot in Rusland, maar zijn van het grotere Chinese deel van het gebergte gescheiden door de rivier de Amoer. Het Kleine Hinggangebergte heeft een gemiddelde hoogte van 600 à 700 meter en bereikt een maximumhoogte van rond 1400 meter boven zeeniveau. In het sediment van het gebergte bevindt zich onder meer kalksteen. Hierdoor konden typische karstelementen als grotten, kloven en bizarre rotsformaties gevormd worden. Andere voorkomende gesteenten zijn gneis, graniet, kristallijne schist, en basalt. De bergen worden gekenmerkt door vlakke toppen en glooiende hellingen. 
Een groep vulkanen ligt aan de westelijke voet bij Wudalianchi in China. Het gebergte is bedekt met loofbossen in het zuidelijk deel en sparren, lariks en berk in het noordelijk deel. Op Russisch gebied bevindt zich het Hingganreservaat en op Chinees gebied het Fenglinreservaat. Door de uitlopers ten noorden van de Amoer werd in het begin van de 20e eeuw de Trans-Siberische spoorweg aangelegd, met 7 tunnels.